# Chiesa rupestre di San Nicola
La chiesa rupestre di San Nicola è un edificio di culto rupestre che sorge a Mottola, in provincia di Taranto, in Puglia.
Essa è situata in contrada Magliari a Lamaderchia, un piccolo villaggio rupestre, a circa dodici chilometri a sud-est dal centro abitato di Mottola. Grazie alla sua posizione strategica su una via consolare, durante il Medioevo, è stato un centro religioso importante nel Mezzogiorno d'Italia per i residenti e i pellegrini diretti verso la Terra Santa. Per la qualità e la buona conservazione degli affreschi, gli studiosi le hanno attribuito il titolo di "Cappella Sistina delle chiese rupestri".

## Storia
Dati alcuni elementi architettonici, come la forma dell'ingresso e delle absidi, si stima che la chiesa rupestre sia stata costruita attorno al IX secolo, probabilmente riutilizzando e riscolpendo una tomba a camera di età classica. La chiesa è situata strategicamente sull'apice di Lamaderchia, un villaggio che ospita circa ottanta grotte. Lo sviluppo di questo villaggio rupestre, come per gli altri del comprensorio, è avvenuto grazie a vari fattori che spinsero gli abitanti a rifugiarsi nelle grotte. Tra i principali vi erano: la temperatura costante della grotta, compresa tra i 15 e i 16°C, durante un periodo storico caratterizzato dal riscaldamento e dalle precipitazioni (conosciuto come Periodo Caldo Medievale), la presenza abbondante di cibo ed erbe medicamentose e la protezione dagli assedi nemici offerta dalla naturale asperità del territorio.
L'escavazione della chiesa sulla cima della lama aveva anche un significato simbolico, in quanto rappresentava la guida della comunità. La sua posizione era strategica durante il Medioevo, poiché era vicina ad un'antica via consolare che conduceva i pellegrini verso Brindisi, un importante porto per la Terra Santa. Questa via consolare attraversava gli insediamenti rupestri di Palagianello, Laino, Lamaderchia, Casalrotto, Petruscio e Massafra, ed era molto trafficata nel Medioevo, poiché rappresentava un'alternativa alla via Appia, impaludata in quel periodo a causa delle condizioni climatiche.
La prima attestazione storica della chiesa risale al 1081, quando Riccardo d'Altavilla, assieme a Giovanni, vescovo della neonata diocesi di Mottola, donò la ecclesia Sancti Nicolai de Lama dicta Ria all'abbazia benedettina della Santissima Trinità di Venosa. La chiesa viene menzionata successivamente in un documento del 1187 sulla vendita di alcuni terreni nei pressi di Lamaderchia e molto probabilmente nell'elenco delle decime del 1324 come "S. Nicolai de Francis", laddove i "Francis" andrebbero identificati con i normanni. Dopo questo periodo, non ci sono ulteriori tracce scritte della chiesa rupestre di San Nicola fino al 1603. Questo vuoto è dovuto al fatto che la chiesa, come evidenziato anche dagli arredi pittorici, fu temporaneamente ribattezzata a Santo Stefano fino all'inizio del XV secolo.
La riconsacrazione della chiesa di San Nicola a Santo Stefano avvenne ad opera dell'ordine cavalleresco degli Ospedalieri di San Giovanni di Gerusalemme, che acquisirono i territori a Mottola nel 1297 e usarono la preesistente chiesa come centro religioso, affrescando le figure religiose a loro più vicine e venerate, tra cui Santo Stefano. La riconsacrazione a Santo Stefano è deducibile, oltre che per il suo arredo pittorico, per il fatto che una chiesa di Santo Stefano a Mottola è menzionata in vari documenti tra cui: la relatio ad limina del 1373 firmata dal vescovo di Mottola Teodoro Scarano e nel 1384 e 1412 come parte dei possedimenti dell'Ordine.
Dopo che i Cavalieri di San Giovanni lasciarono la zona, la chiesa riprese il nome di San Nicola, probabilmente mantenuto nella cultura popolare anche durante il periodo in cui era ufficialmente dedicata a Santo Stefano. La chiesa ritorna quindi col nome di San Nicola in un documento del 1603, quando fu venduta insieme al suo terreno da due coniugi tarantini a Marcantonio Caracciolo, signore di Mottola.
La chiesa rupestre fu riscoperta nel 1894 dal bizantinista francese Charles Diehl, che la descrisse per la prima volta. Successivamente fu studiata da archeologi, storici medievali e storici dell'arte durante tutto il XX secolo, ricevendo il suo appellativo negli anni '70 da Cosimo Damiano Fonseca. Ancora oggi, gruppi organizzati di pellegrini, specialmente russi, visitano la chiesa e celebrano la messa secondo il rito ortodosso.

### Atti vandalici
A causa della crescente notorietà della chiesa, negli anni '80 vi furono una serie di atti vandalici. Il primo avvenne il 4 marzo del 1986, quando vi fu il distaccamento delle teste di vari affreschi, ritrovate poi nelle vicinanze della chiesa e nei pressi della gravina di Castellaneta.
Un altro atto vandalico avvenne tra il 3 e il 5 ottobre 1988 quando fu scavato il piano di calpestio della chiesa in più punti alla ricerca di presunti tesori nascosti.

### Restauri
Gli affreschi sono stati restaurati per la prima volta nel 1972, poi nel 1989 a seguito dei furti, e successivamente nel 2008. Attualmente, la chiesa è in attesa di un futuro restauro già programmato grazie a una legge regionale del 30 dicembre 2021.
Uno studio condotto sugli affreschi di San Nicola ha evidenziato la necessità di utilizzare materiali più compatibili con gli affreschi originali per le operazioni di restauro. Infatti, la disgregazione e il distacco degli intonaci dei restauri derivano dalle diverse caratteristiche di permeabilità all'acqua e al vapore, che portano alla diffusione di efflorescenze saline e alla scarsa traspirazione del materiale, causandone quindi il distaccamento; invece, gli intonaci originali sono più resistenti e duraturi per via della loro porosità che permette una buona traspirazione delle acque di risalita.

## Struttura architettonica

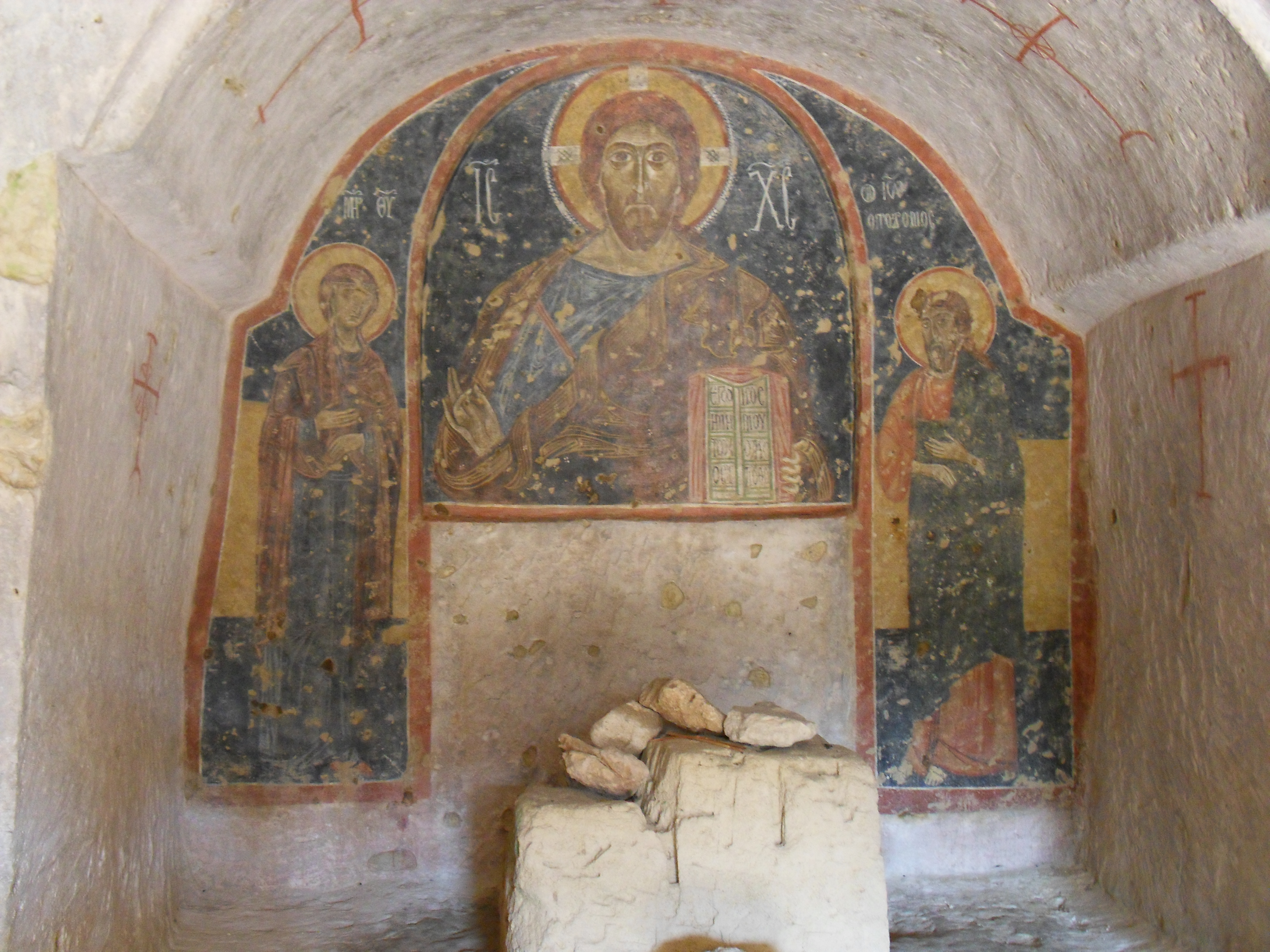
Moncone dell'altare greco con Deesis

L'accesso alla chiesa avviene tramite scale di roccia, modificate per motivi di sicurezza con una struttura di ferro installata dalla Sovrintendenza. A sinistra della porta d’ingresso, si trova una vasta spelonca con due stanze e un pozzo, che fungeva da stanza del custode, come spesso accadeva nelle chiese rupestri. Sulla destra, in una nicchia, è affrescato un Calvario. All'interno di esso, è presente uno gnomone, un orologio solare che crea fenomeni di ierofania.
L'ingresso della chiesa è caratterizzato da una cornice rettangolare sormontata da una lunetta a doppia ghiera con tracce di affresco. Questo tipo di ingresso, a varco unico rettangolare, permette di datare l'inizio dell'escavazione della chiesa, ovvero circa IX secolo: questo genere d'ingresso minimale, infatti, è tipico di un'epoca più antica rispetto ad ingressi più elaborati di epoca successiva.
La pianta della chiesa rupestre di San Nicola segue lo stile bizantino, con una configurazione basilicale a croce latina inscritta, absidi orientate verso est e una chiara divisione tra aula e presbiterio o bema, quest'ultimo rialzato e dotato di resti dei plutei. L'aula è suddivisa in tre navate, con la navata centrale che ha il doppio della larghezza delle laterali. I pilastri sono dotati di sedili litici usati dai fedeli durante le celebrazioni. Nell'abside centrale, di forma rettangolare, si trovano i resti di un altare monolitico greco, mentre le absidiole nelle navate laterali ospitano due altari di tipo latino. Queste absidiole servivano rispettivamente come protesi e diaconico nel rito ortodosso.
Nell'altare destro, è presente una piccola fossa usata probabilmente come fonte battesimale data l'intitolazione dell'altare al Battista, infine il soffitto del presbiterio è evidenziato con la scolpitura di tre tipi di coperture diverse.

## Corredo iconografico

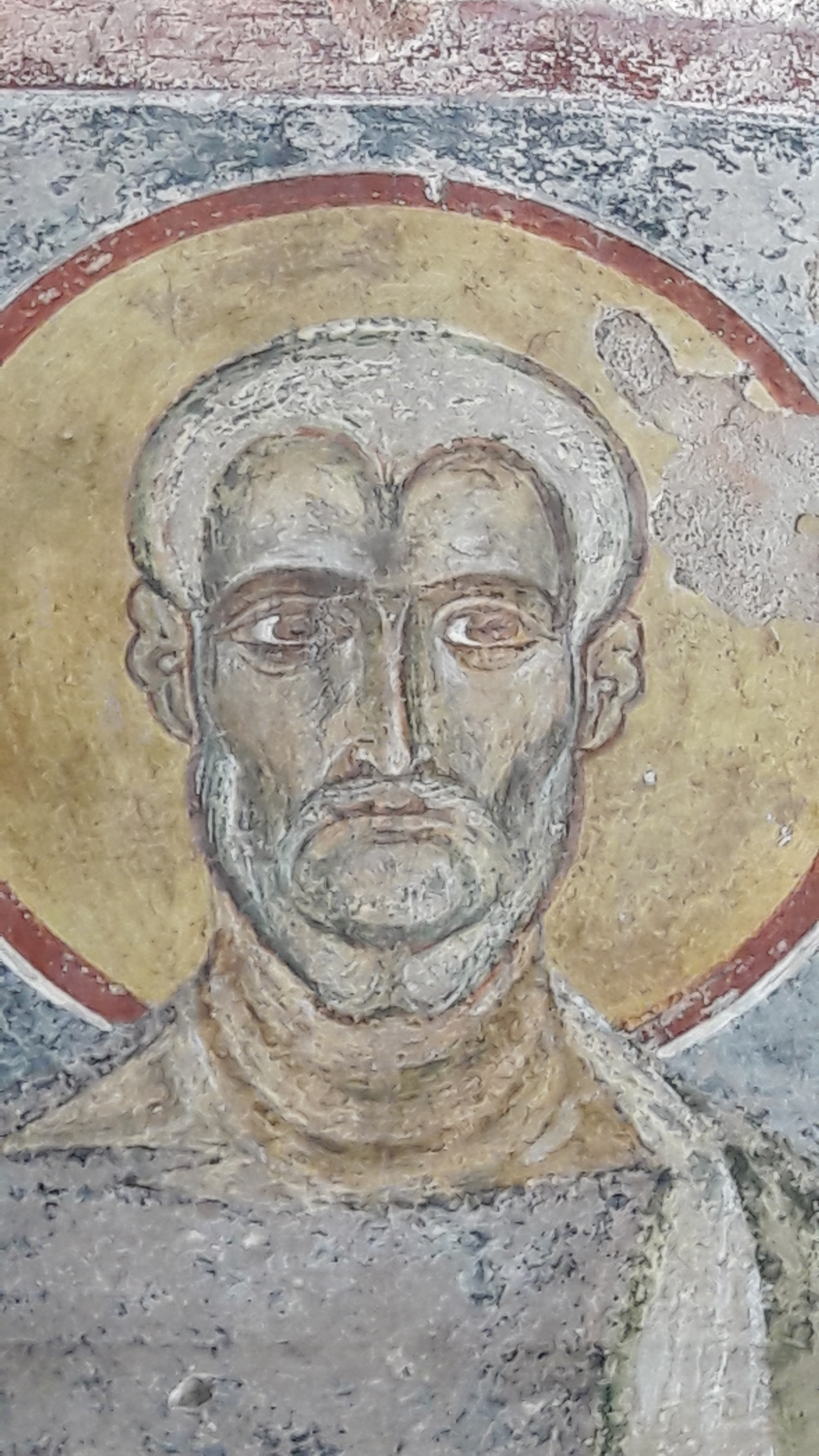
Dettaglio del San Pietro sul pilastro, uno degli affreschi più antichi dell'intero ciclo pittorico, espressione della campagna pittorica benedettina

Gli affreschi della chiesa rupestre di San Nicola includono rappresentazioni iconiche e aniconiche, con la rappresentazione iconografica frutto di un ricco sincretismo culturale.
La chiesa ha attraversato due fasi artistiche principali: la fase benedettina (1081-1297) e la fase giovannita (1297-XIV secolo), ossia quando probabilmente la chiesa era intitolata a Santo Stefano. Durante la fase benedettina furono realizzati:
- la Deesis,
- il San Pietro sul pilastro,
- i primi strati di San Nicola e Santo Stefano,
- il Santo anonimo sul pilastro,
- San Teodoro, precedentemente identificato come San Sabino,
- i dittici di San Pietro e San Papa Leone Magno e di Sant'Elena e Santo Vescovo anonimo.

Questi affreschi, spesso di matrice bizantina, riflettono l'approccio tollerante e rispettoso verso la cultura precedente. L'esempio più significativo è la Deesis dell'XI secolo, raffigurante il Cristo Pantocratore tra Maria e Giovanni Battista, e il San Nicola, entrambi con scritte esegetiche in greco, nonostante Mottola fosse sotto il dominio Normanno e quindi di cultura latina.

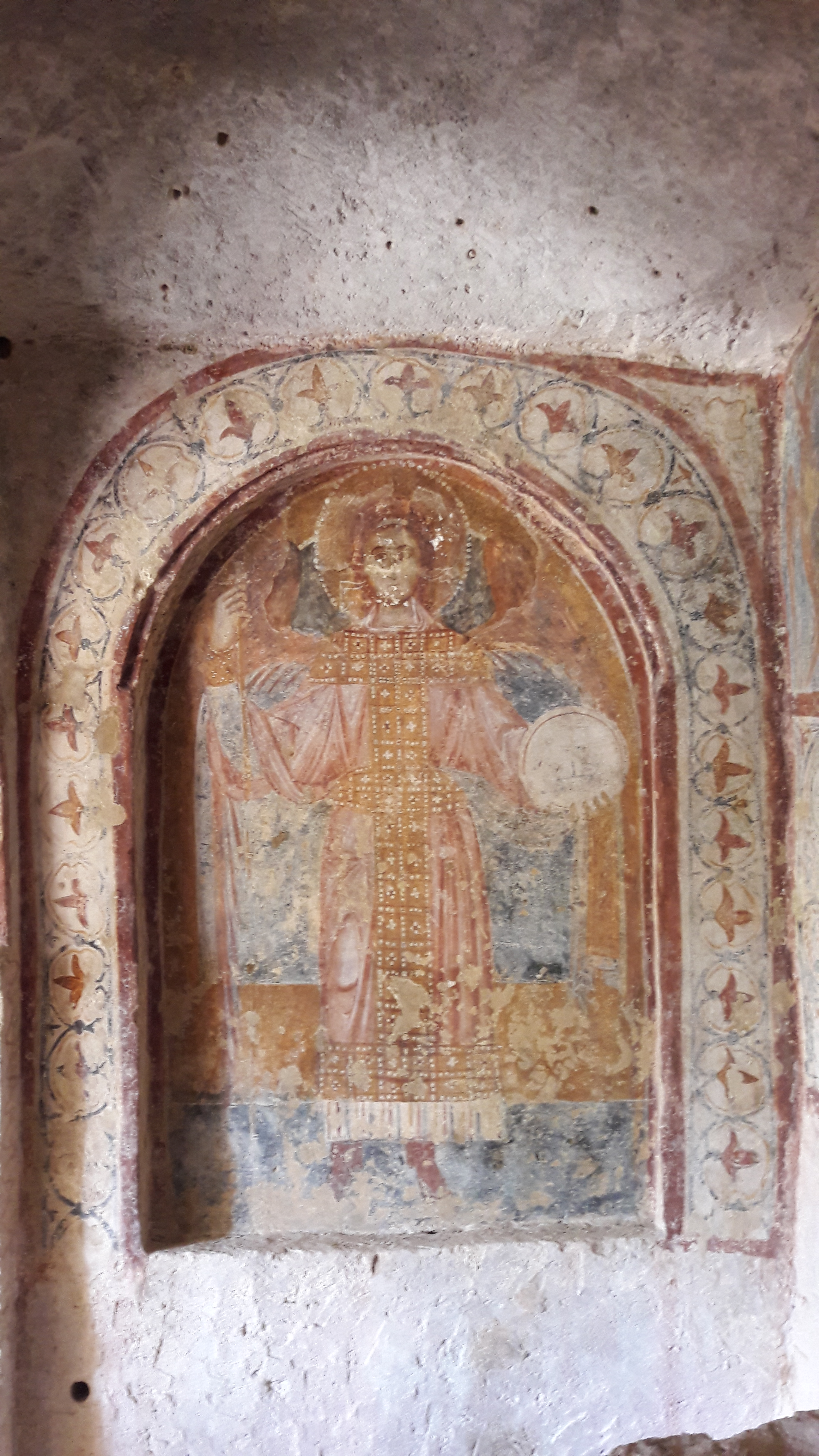
San Michele Arcangelo affrescato nella protesi, esempio di affresco della campagna giovannita

Durante la fase giovannita, dopo il passaggio della chiesa agli Ospedalieri di San Giovanni di Gerusalemme nel 1297, fu realizzata un'altra campagna decorativa con la rappresentazione:
- dei due San Giorgio,
- Santa Parasceve,
- il secondo strato dei Santo Stefano e San Nicola,
- i due San Michele Arcangelo,
- la Dormizione di San Giovanni Evangelista,
- la Visione di Santo Stefano,
- la Parabola delle Vergini savie e stolte,
- il San Nicola nella navata sinistra,
- le Vergini con il Bambino,
- San Basilio,
- San Lorenzo,
- San Pietro,
- Santa Lucia,
- Santa Pelagia,
- San Giuliano,
- il Calvario all'esterno e le croci di riconsacrazione della chiesa.

In totale, la chiesa presenta ventinove affreschi, di cui uno ex voto e dodici croci. Gli affreschi giovanniti sono caratterizzati da un'iconografia connessa con gli obiettivi di carità e assistenza dell'Ordine, con un'enfasi sugli aspetti escatologici e la rappresentazione della spiritualità cristiana medievale.

## Le ierofanie

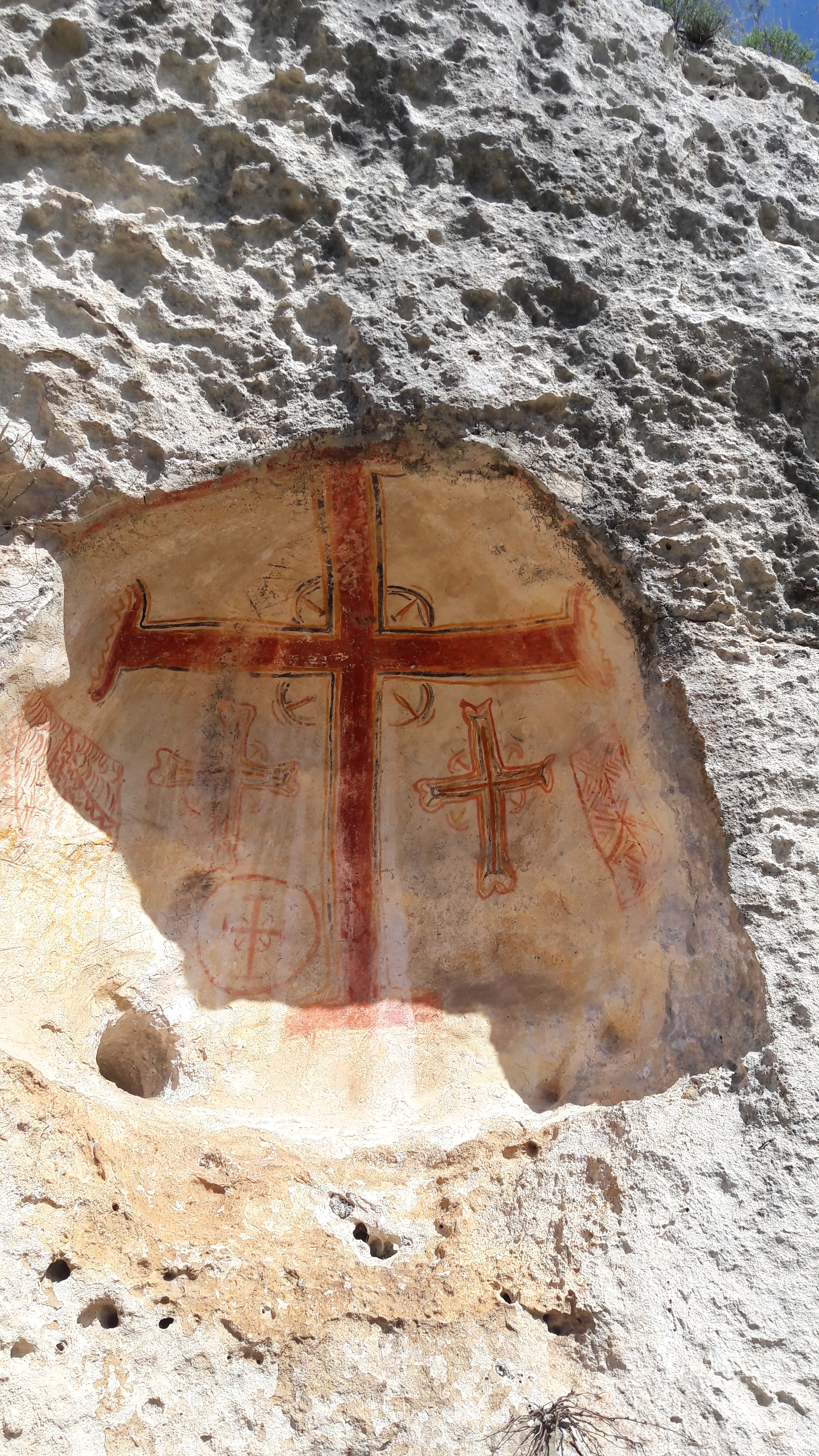
Lo gnomone all'interno del Calvario

La chiesa rupestre di San Nicola di Lamaderchia è nota per il fenomeno della ierofania che avviene grazie alla presenza di uno gnomone scavato all'esterno, nel Calvario. Lo gnomone, dal diametro di 19 cm circa, risale all'XI secolo ed è contemporaneo alla realizzazione del primo strato dell'affresco di San Nicola. Esso è stato scavato tenendo conto dei cicli solari: infatti, lo gnomone proietta la luce su specifici punti simbolici in determinati giorni dell'anno, suggerendo un'intenzionalità legata alla sacralità del luogo. Sebbene il significato simbolico di queste ierofanie sia difficile da determinare con precisione, negli anni sono state osservate e descritte varie ierofanie, quelle più note sono legate a Santo Stefano e San Nicola, affrescati sui pilastri del bema.
La ierofania di Santo Stefano, visibile tra il 14 e il 19 dicembre dalle 14:30 alle 16:00, illumina il ventre dell'affresco del santo. Tuttavia l'evento era stato progettato tra il 21 e il 26 dicembre, cioè tra il solstizio d'inverno e il giorno di Santo Stefano, poiché all'epoca era vigente ancora il calendario giuliano. Ciò dimostra che Santo Stefano era già particolarmente venerato, anche prima dell'arrivo dei giovanniti, come indicato dalla ierofania e dalla sua posizione prominente insieme al San Nicola.
La ierofania di San Nicola si osserva tra il 12 e il 21 marzo e tra il 16 e il 23 settembre dalle 16:30 alle 17:30, quando il disco solare illumina il cuore dell'affresco. La ierofania primaverile potrebbe essere legata alla nascita del santo, ovvero il 15 marzo 270.
Oltre a queste due ierofanie, studi di archeoastronomia hanno portato alla luce altre due ierofanie minori: una sull'affresco della Dormizione di San Giovanni Battista e l'altra sul San Teodoro. La prima avviene il 14 settembre, quando il disco solare illumina le mani benedicenti del Precusore, l'altra il 6 novembre quando colpisce il cuore del santo guerriero.